# Encyclopedia Dramatica
Encyclopedia Dramatica – anglojęzyczna strona internetowa parodiująca Wikipedię i określająca się sama jako archiwum trollingu internetowego. Została założona w 2004 roku przez grupę użytkowników prawdopodobnie z internetowych imageboardów (forów obrazkowych) i początkowo miała archiwizować spory, czyli tak zwane dramy, między użytkownikami na takich forach lub w usenecie. Obecnymi właścicielami strony są informatyczka Sherrod DeGrippo i neofaszysta z subkultury bronies Andrew Auernheimer znany także jako weev.
Strona posługuje się symbolem æ i skrótem ED, wielokrotnie zmieniała także domeny, obecnie istnieje pod adresem internetowym edramatica.com. Dramatica często zwracała na siebie uwagę mediów i była opisywana jako rasistowska, seksistowska i homofobiczna oraz zawierająca czarny humor.

## Kontrowersje
Wiele aspektów Encyclopedii Dramatica wzbudzało w przeszłości kontrowersje w anglojęzycznych mediach. Zwrócono uwagę na obecność drastycznych i wymyślnie pornograficznych grafik z ciemnych zakątków internetu na stronie, co po części wynika z samej jej istoty. Takie grafiki często są obecne w artykułach na stronie bez ostrzeżenia i posiadają formę screamerów.
Kontrowersje wzbudza język stosowany w artykułach na stronie, określony jako nienawistny i często rasistowski lub uwłaczający osobom należącym do mniejszości i rozpowszechniający negatywne stereotypy. W 2013 i 2015 roku jeden z użytkowników utworzył i promował na łamach tej strony gry komputerowe zatytułowane Kula w łeb dla NRA i Symulator seksu z prorokiem Mahometem 2015 (oryg. Bullet to the head of the NRA i Muhammad Sex Simulator 2015) – w pierwszej z nich gracz strzelał w członków Narodowego Stowarzyszenia Strzeleckiego Ameryki (NRA), a druga miała charakter celowej profanacji postaci ważnych dla islamu.
Dramatica lub jej poszczególni użytkownicy byli kilkukrotnie stroną w procesach sądowych przeciwko nim wytaczanym, m.in. z powodu pomówień i naruszeń praw autorskich.
Duże kontrowersje wzbudził artykuł zatytułowany High Score (Tabela najwyższych wyników), w którym uporządkowywano pod względem liczby zabitych ludzi największych dyktatorów, terrorystów, oraz seryjnych i masowych zabójców. Strona rozpropagowała także około 2008 roku mem internetowy an hero, który odnosił się do samobójstwa nastolatka Mitchella Hendersona, który zabił się z powodu zgubienia swojego iPoda w kwietniu 2006 roku. Osoby, które popełniły samobójstwo są nazywane w artykułach na ED bohaterami, w związku z czym stronie zarzucano gloryfikowanie śmierci i samobójstw.
W dniu 7 grudnia 2017 roku 21-letni członek administracji strony William Atchison, będący zarazem prawicowym radykałem oraz członkiem subkultur alt-right i incel, zastrzelił w szkole Aztec High School w stanie Nowy Meksyk 2 uczniów i popełnił samobójstwo. Atchison był obecny w wielu innych miejscach w internecie i był znany z używania slangu internetowego oraz języka ze społeczności hakerów, inceli i neonazistów, wychwalał też sprawców strzelanin szkolnych. W opinii niektórych mediów Atchison mógł się zradykalizować właśnie poprzez Encyclopedię Dramatica.